# Žerjavka
Žerjavka – wieś w Słowenii, w gminie Šenčur. W 2018 roku liczyła 71 mieszkańców.